# بلعسل
بلعسل (به عربی: بلعسل) یک شهرداری در الجزایر است که در استان غلیزان واقع شده‌است.